# Todo (Arno-Atoll)
Todo (auch: Dodo Island, Doudou-tō, Tutu) ist ein Motu des Arno-Atolls der pazifischen Inselrepublik Marshallinseln.

## Geographie
Todo liegt im Norden des Arno-Atolls und ist Zentrum des traditionellen Gebiets Jabönwödr (Tutu). Es liegt nach Jarkwil an der nächsten Passage, der Main East Passage im Nordsaum des Atolls. Es markiert auch einen Eckpunkt im Verlauf des Riffsaums und zusammen mit einem weiteren kleinen, aber langgestreckten Motu zieht sich die Insel nach Süden, ins Innere der Arno Main Lagoon. Weiter südlich liegt auch das Ejimaan-Riff (⊙). Weiter südöstlich liegt die Insel Kojbwe.